# Пеллегрини, Инес
Инес Пеллегрини (итал. Ines Pellegrini; род. 7 ноября 1954, Милан) — итальянская актриса эритрейского происхождения.

## Биография
Пеллигрини родилась в Милане, провела детство в Эритрее, обучаясь в итальянских школах. Вернулась в Италию в начале 1970-х годов со своим приёмным отцом.
Дебютировала в большом кино в 1973 году ролью в кинокомедии режиссёра Марио Дзаванцати «Сержант Загария любит свою маму и полицию».
Благодаря экзотической внешности и киногеничности стала популярной актрисой ролей второго плана в Италии 1970-х годов.
В 1974 году сыграла роль Зимурруд в фильме итальянского режиссёра Пьера Паоло Пазолини «Цветок тысяча и одной ночи», в 1975 году снялась в последнем фильме режиссёра «Сало, или 120 дней Содома».
Пазолини писал о ней: «Когда я заметил полукровку эритрейского итальянца, я чуть не заплакал, глядя на её маленькие, несколько неправильные черты лица, совершенные, как у металлической статуи, слыша её весёлый, вопросительный итальянский язык и видя эти потерянные в молящейся неуверенности глаза».
Последнюю роль в кино сыграла в комедии Серджио Корбуччи «Паранормальное явление» (1985 год).
Исполнила роли в 20-ти фильмах, преимущественно с эротическим подтекстом.
В 1974 году снималась для обложки журнала Playboy, а в 1977 году для журнала Playman.
В середине 1980-х вместе с мужем переехала в Лос-Анджелес, США, где открыла антикварный магазин. Занимается благотворительностью.

## Фильмография
- Паранормальное явление (1985)
- Peccato originale (1981)
- Фашист — еврей (1980)
- Война роботов (1978)
- Побег из женской тюрьмы (1978)
- Однажды утром: Я женщина, ты женщина (1978)
- Румяная очаровательная гувернантка (1978)
- Горации и Куриации: 3-2 (1977)
- Италия: Последний акт? (1977)
- Семейный скандал (1976)
- Госпожа (1976)
- Конец невинности (1976)
- Сало, или 120 дней Содома (1975)
- Гляди в оба (1975)
- Noa Noa (1974)
- Цветок тысяча и одной ночи (1974)
- Поцелуй (1974)
- Бригадир Паскуале Дзагариа любит маму и полицию (1973)
- Их называли Тремя Мушкетёрами… на самом деле их было четверо (1973)